# 오노성 (아이치현 도코나메시)

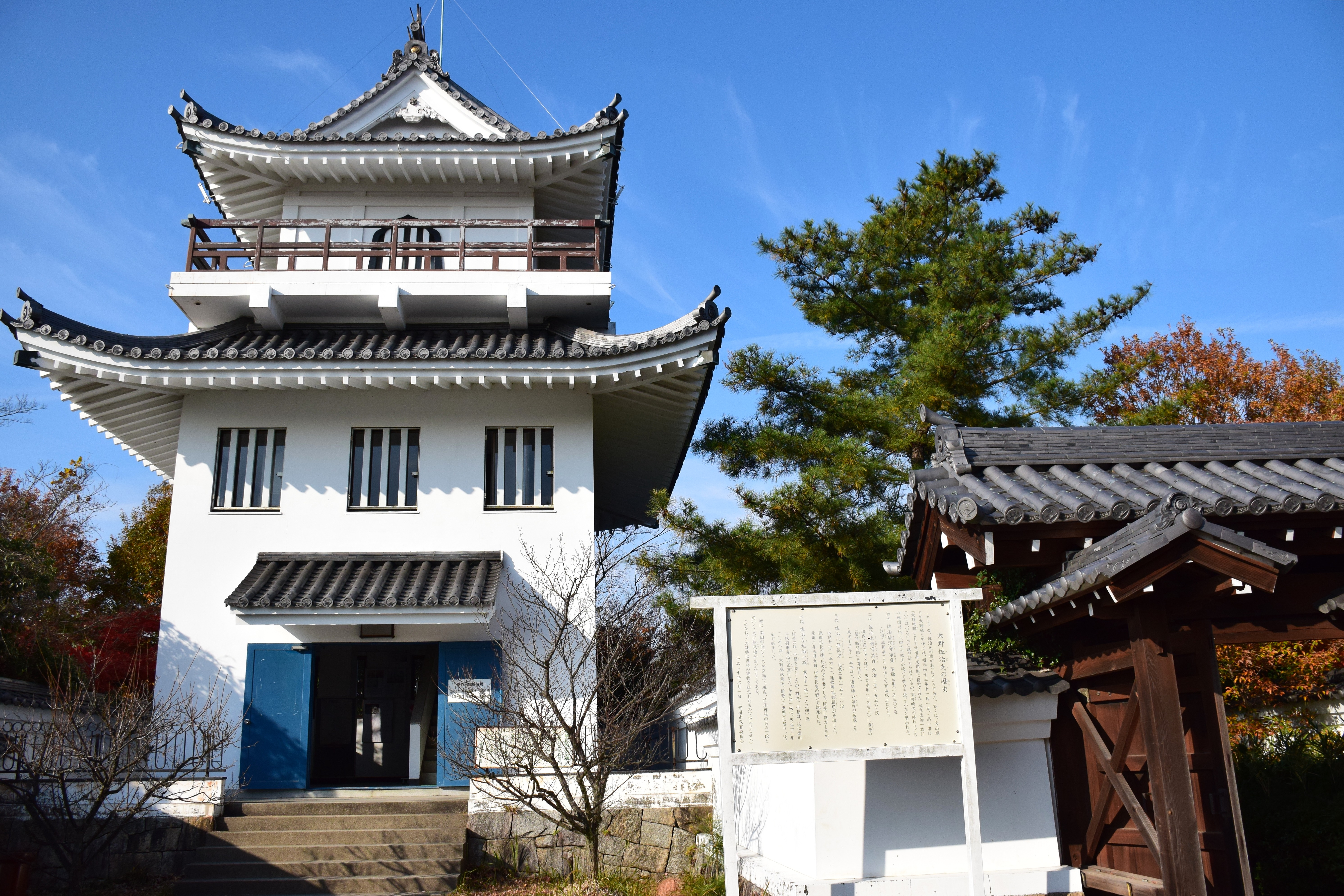

오노성(일본어: 大野城 오노조[*])은 아이치현 도코나메시 가네야마에 있었던 성이다. 성이 축성된 나지막한 구릉지에서 이세 만을 조망할 수 있다. 미야야마 성(宮山城)이라는 이명을 가지고 있다.

## 역사
남북조 시대 ~ 아즈치모모야마 시대
1350년 무렵 미카와 국 슈고 잇시키 노리우지가 지타반도로 세력을 뻗혔고, 그의 아들 잇시키 노리미쓰가 이세 만을 두루 살피기 위해 성을 축성해 오노 항을 중심으로 한 해운을 장악했다.
그러나, 잇시키 가문은 무로마치 막부 쇼군 아시카가 요시마사와 대립했기 때문에 미카와 슈고 직을 상실하였고, 오닌의 난을 계기로 점차 쇠퇴해갔다. 이 뜸을 노려 오와리 국 슈고 도키 가문이 오노 성을 탈취해 가신 사지 무네사다에게 주었다. 이후 사지 가문이 백년 남짓 이 지역을 지배하였다.
사지 가문 3대 성주 사지 노부카타가 오케하자마 전투를 계기로 오다 가문에 신종해, 여러 전투에서 공을 세웠지만, 이세 나가시마 전투에서 전사했다. 1582년 혼노지의 변 후, 오다 노부나가가 죽자, 오다 가문의 실권은 하시바 히데요시가 장악했고, 이후 벌어지는 고마키·나가쿠테 전투에서 4대 성주 사지 가즈나리는 히데요시를 따르지 않고, 도쿠가와 이에야스 측에 가담하였다. 이 때문에 전후, 사지 가문의 영지는 몰수되어 오다 노부나가의 아들 오다 나가마스에게로 돌아갔다. 나가마스는 오노 성 맞은 편에 오쿠사 성을 쌓아 이주했으며, 오노 성은 폐성되었다.

## 남아있는 건조물
현재 성의 남쪽은 대부분 주택지이며, 성의 주곽부분만 시로야마 공원(城山公園)으로 정비되어 있다. 공원안에는 2층3계로 지어진 천수가 세워져 있지만, 단순한 전망대일 뿐이다. 해자 터가 일부 남아 있으며, 망루대 터에는 성주였던 사지 가문의 제를 지내는 사지 신사(佐治神社)가 있다.
오몬(大門), 니시노쿠치(西之口), 야시키(屋敷), 조카(城下) 등 성과 관련된 지명이 많이 남아있어 이로 미루어 볼때 꽤 규모가 큰 성이였다는 것을 알 수 있다.

## 관광
교통
- 메이테쓰 니시노쿠치 역에서 하차, 도보로 15분소요.

주변 문화시설 및 관광명소
- 도코나메 경정장
- INAX 라이브 박물관
- 사이넨지

## 같이 보기
- 사지 수군